# Dyer Point
Der Dyer Point ist eine vereiste Landspitze unmittelbar westlich der Hughes-Halbinsel an der Nordküste der westantarktischen Thurston-Insel.
Eine erste Kartierung erfolgte anhand von Luftaufnahmen der United States Navy vom Dezember 1946 im Zuge der Operation Highjump (1946–1947). Das Advisory Committee on Antarctic Names benannte sie 1960 nach John Newton Dyer (1910–1996), Funkingenieur auf der zweiten Antarktisexpedition (1933–1935) des US-amerikanischen Polarforschers Richard Evelyn Byrd.